# Promozione Campania-Molise 1970-1971
Nella stagione 1970-1971 la Promozione era il quinto livello del calcio italiano (il massimo livello regionale). Qui vi sono le statistiche relative al campionato in Campania e in Molise.
Il campionato è strutturato in vari gironi all'italiana su base regionale, gestiti dai Comitati Regionali di competenza. Promozioni alla categoria superiore e retrocessioni in quella inferiore non erano sempre omogenee; erano quantificate all'inizio del campionato dal Comitato Regionale secondo le direttive stabilite dalla Lega Nazionale Dilettanti, ma flessibili, in relazione al numero delle società retrocesse dal Campionato Interregionale e perciò, a seconda delle varie situazioni regionali, la fine del campionato poteva avere degli spareggi sia di promozione che di retrocessione.

## Girone A

### Squadre partecipanti
| Club                | Città (provincia)             | Stadio | Stagione precedente |
| ------------------- | ----------------------------- | ------ | ------------------- |
| Pol. Acerrana       | Acerra (NA)                   |        |                     |
| Pol. Afragolese     | Afragola (NA)                 |        |                     |
| S.P. Barrese        | Napoli                        |        |                     |
| U.S. Campobasso     | Campobasso                    |        |                     |
| S.S. Frattese       | Frattamaggiore (NA)           |        |                     |
| U.S. Gladiator      | Santa Maria Capua Vetere (CE) |        |                     |
| U.S.C. Grumese      | Grumo Nevano (NA)             |        |                     |
| Italsider Bagnolese | Napoli                        |        |                     |
| A.S. Lacco Ameno    | Lacco Ameno (NA)              |        |                     |
| U.S. Maddalonese    | Maddaloni (CE)                |        |                     |
| Pol. Mondragonese   | Mondragone (CE)               |        |                     |
| Montecalvario       | Napoli                        |        |                     |
| A.S. Posillipo      | Napoli                        |        |                     |
| S.I.S. Aversa       | Aversa (CE)                   |        |                     |
| U.P. Sibilla Bacoli | Bacoli (NA)                   |        |                     |
| Fulgor Traiano      | Napoli                        |        |                     |

### Classifica finale
|  | Pos. | Squadra             | Pt  | G   | V   | N   | P   | GF  | GS  | DR  |
|  | ---- | ------------------- | --- | --- | --- | --- | --- | --- | --- | --- |
|  | 1.   | Barrese             | 50  | 30  | 20  | 10  | 0   | 51  | 9   | +42 |
|  | 2.   | Gladiator           | 41  | 30  | 18  | 5   | 7   | 48  | 19  | +29 |
|  | 3.   | Grumese             | 41  | 30  | 17  | 7   | 6   | 44  | 20  | +24 |
|  | 4.   | Italsider Bagnolese | 39  | 30  | 15  | 9   | 6   | 49  | 25  | +24 |
|  | 5.   | S.I.S. Aversa       | 32  | 30  | 11  | 10  | 9   | 24  | 15  | +9  |
|  | 6.   | Campobasso (-8)     | 29  | 30  | 13  | 11  | 6   | 46  | 25  | +21 |
|  | 7.   | Acerrana (-1)       | 27  | 30  | 7   | 14  | 9   | 34  | 35  | -1  |
|  | 8.   | Lacco Ameno         | 27  | 30  | 8   | 11  | 11  | 33  | 39  | -6  |
|  | 9.   | Posillipo           | 27  | 30  | 8   | 11  | 11  | 24  | 33  | -9  |
|  | 10.  | Frattese            | 27  | 30  | 10  | 7   | 13  | 35  | 48  | -13 |
|  | 11.  | Afragolese          | 26  | 30  | 8   | 10  | 12  | 32  | 33  | -1  |
|  | 12.  | Sibilla Bacoli      | 26  | 30  | 10  | 6   | 14  | 31  | 40  | -9  |
|  | 13.  | Montecalvario       | 26  | 30  | 10  | 6   | 14  | 32  | 44  | -12 |
|  | 14.  | Maddalonese         | 25  | 30  | 8   | 9   | 13  | 28  | 35  | -7  |
|  | 15.  | Mondragonese        | 22  | 30  | 8   | 6   | 16  | 29  | 46  | -17 |
|  | 16.  | Fulgor Traiano (-2) | 2   | 30  | 0   | 4   | 26  | 14  | 92  | -78 |
|  |      |                     | 467 | 480 | 171 | 136 | 173 | 554 | 558 | -4  |

### Verdetti finali
- Barrese rinuncia alla promozione.

## Girone B

### Squadre partecipanti
| Club                   | Città (provincia)          | Stadio | Stagione precedente |
| ---------------------- | -------------------------- | ------ | ------------------- |
| S.S.C. A. Diaz         | Ottaviano (NA)             |        |                     |
| U.S. Agropoli          | Agropoli (SA)              |        |                     |
| Alba Turris            | Torre del Greco (NA)       |        |                     |
| S.S. Campania          | Napoli                     |        |                     |
| U.S. Cicciano          | Cicciano (NA)              |        |                     |
| S.S. Ercolanese        | Ercolano (NA)              |        |                     |
| G.S. Ebolitano, Eboli  | Eboli (SA)                 |        |                     |
| S.S. Leonida Gragnano  | Gragnano (NA)              |        |                     |
| U.S. Nolana            | Nola (NA)                  |        |                     |
| U.S. Pollese           | Polla (SA)                 |        |                     |
| G.S. Pomigliano        | Pomigliano d'Arco (NA)     |        |                     |
| Pro Salerno            | Salerno                    |        |                     |
| Pro San Giorgio        | San Giorgio a Cremano (NA) |        |                     |
| Pol. Rocchese          | Roccapiemonte (SA)         |        |                     |
| A.P. Scafatese         | Scafati (SA)               |        |                     |
| S.S. Vis Sanseverinese | Mercato San Severino (SA)  |        |                     |

### Classifica finale
|  | Pos. | Squadra                | Pt  | G   | V   | N   | P   | GF  | GS  | DR  |
|  | ---- | ---------------------- | --- | --- | --- | --- | --- | --- | --- | --- |
|  | 1.   | Pomigliano             | 50  | 30  | 21  | 8   | 1   | 54  | 18  | +36 |
|  | 2.   | Pro Salerno            | 44  | 30  | 18  | 8   | 4   | 47  | 23  | +24 |
|  | 3.   | Ercolanese             | 41  | 30  | 17  | 7   | 6   | 54  | 27  | +27 |
|  | 4.   | Nolana                 | 36  | 30  | 12  | 12  | 6   | 44  | 27  | +17 |
|  | 5.   | G.S. Ebolitano         | 36  | 30  | 15  | 6   | 9   | 42  | 31  | +11 |
|  | 6.   | A. Diaz                | 34  | 30  | 13  | 8   | 9   | 45  | 29  | +16 |
|  | 7.   | Pro San Giorgio        | 28  | 30  | 11  | 6   | 13  | 47  | 46  | +1  |
|  | 8.   | Leonida Gragnano       | 28  | 30  | 10  | 8   | 12  | 44  | 42  | +2  |
|  | 9.   | Alba Turris            | 28  | 30  | 11  | 6   | 13  | 33  | 37  | -4  |
|  | 10.  | Campania               | 27  | 30  | 10  | 7   | 13  | 31  | 38  | -7  |
|  | 11.  | Cicciano               | 26  | 30  | 10  | 6   | 14  | 45  | 52  | -7  |
|  | 12.  | Pollese                | 26  | 30  | 10  | 6   | 14  | 44  | 40  | +4  |
|  | 13.  | Vis Sanseverinese (-1) | 26  | 30  | 10  | 7   | 13  | 32  | 49  | -17 |
|  | 14.  | Agropoli               | 25  | 30  | 10  | 5   | 15  | 40  | 53  | -13 |
|  | 15.  | Scafatese              | 18  | 30  | 5   | 8   | 17  | 20  | 58  | -38 |
|  | 16.  | Rocchese (-2)          | 4   | 30  | 0   | 6   | 24  | 12  | 65  | -53 |
|  |      |                        | 477 | 480 | 183 | 114 | 183 | 634 | 635 | 0   |

### Verdetti finali
- Pro Salerno promosso per ripescaggio.